# وينستون بلاكمور
وينستون بلاكمور هو قسيس كندي، ولد في 1957.